# Kreuzweg
Kreuzweg is een Duitse film uit 2014 onder regie van Dietrich Brüggemann. De film ging in première op 9 februari op het Internationaal filmfestival van Berlijn waar hij de "Zilveren Beer voor beste script" won.

## Verhaal
Maria is een veertienjarig meisje dat leeft in een fundamentalistische katholieke gemeenschap. Ze leeft een alledaags leven maar haar hart is bij Jezus en ze is vastbesloten om een heilige te worden en in de hemel te komen. Ze volgt de 14 kruiswegstaties net zoals Jezus deed op zijn lijdensweg naar Golgotha, om haar einddoel te bereiken. Zelfs Christian, een jongen met wie ze bevriend is in school kan haar niet van haar doel afhouden.

## Rolverdeling
| Acteur             | Personage     |
| ------------------ | ------------- |
| Lea van Acken      | Maria         |
| Hanns Zischler     | Bestatter     |
| Birge Schade       | Sportlehrerin |
| Florian Stetter    | Pater Weber   |
| Franziska Weisz    | Mutter        |
| Ramin Yazdani      | Arzt          |
| Lucie Aron         | Bernadette    |
| Moritz Knapp       | Christian     |
| Klaus Michael Kamp | Vater         |
| Georg Wesch        | Thomas        |

## Prijzen & nominaties
| jaar                                  | prijs                           | categorie                                        | genomineerde(n) | uitslag |
| ------------------------------------- | ------------------------------- | ------------------------------------------------ | --------------- | ------- |
| 2014                                  |                                 |                                                  |                 |         |
| Filmfestival van Berlijn              | Prize of the Ecumenical Jury    | Dietrich Brüggemann                              | Gewonnen        |         |
| Filmfestival van Berlijn              | Zilveren Beer – Beste script    | Dietrich & Anna Brüggemann                       | Gewonnen        |         |
| Filmfestival van Berlijn              | Gouden Beer                     | Dietrich Brüggemann                              | Genomineerd     |         |
| Filmfestival van Edinburgh            | Student Critics Jury Award      | Dietrich Brüggemann                              | Gewonnen        |         |
| Filmfestival van Edinburgh            | Best International Feature Film | Dietrich Brüggemann                              | Genomineerd     |         |
| Internationaal filmfestival Noorwegen | Ecumenical Film Award           | Dietrich Brüggemann, Leif Alexis, Fabian Maubach | Gewonnen        |         |
| Filmfestival van Valladolid           | Golden Spike                    | Dietrich Brüggemann                              | Genomineerd     |         |